# Kryofor
Kryofor (av grek. kryos, köld, och ferein, bära, frambringa), är en av William Hyde Wollaston konstruerad apparat för att bringa vatten till frysning genom avdunstning i luftförtunnat rum. Den består av två glaskulor förenade med ett rör. Den ena kulan innehåller vatten. Luften är utpumpad eller förtunnad. Placeras den tomma kulan ned i en köldblandning 
eller kläs om med muslin, varefter eter eller sprit hälles på, så kondenseras ångorna inuti på den kalla väggen, och avdunstningen i den andra kulan påskyndas. Därigenom förlorar vattnet i denna värme, och avkylningen blir slutligen så stark, att isbildning uppstår.